# Старое Ратово
Старое Ратово — деревня в Муромском районе Владимирской области России, входит в состав Ковардицкого сельского поселения. 

## География
Деревня расположена в 16 км на юг от центра поселения села Ковардицы и в 12 км на юго-запад от Мурома.

## История
В конце XIX — начале XX века деревня входила в состав Тургеневской волости Меленковского уезда, с 1926 года — в составе Усадской волости Муромского уезда. В 1859 году в деревне числилось 17 дворов, в 1905 году — 33 двора, в 1926 году — 53 двора.
С 1929 года деревня являлась центром Старо-Ратовского сельсовета Муромского района, с 1940 года — в составе Кривицкого сельсовета, с 1954 года — в составе Подболотского сельсовета, с 2005 года — в составе Ковардицкого сельского поселения. 

## Население
| 1859 | 1905 | 1926 | 2002 | 2010 | 2012 | 2021 |
| ---- | ---- | ---- | ---- | ---- | ---- | ---- |
| 141  | ↗206 | ↗298 | ↘136 | ↗139 | ↗170 | ↘132 |